# Batok (Gemarang)
Batok is een bestuurslaag in het regentschap Madiun van de provincie Oost-Java, Indonesië. Batok telt 4478 inwoners (volkstelling 2010).